# Hala Pańszczyca

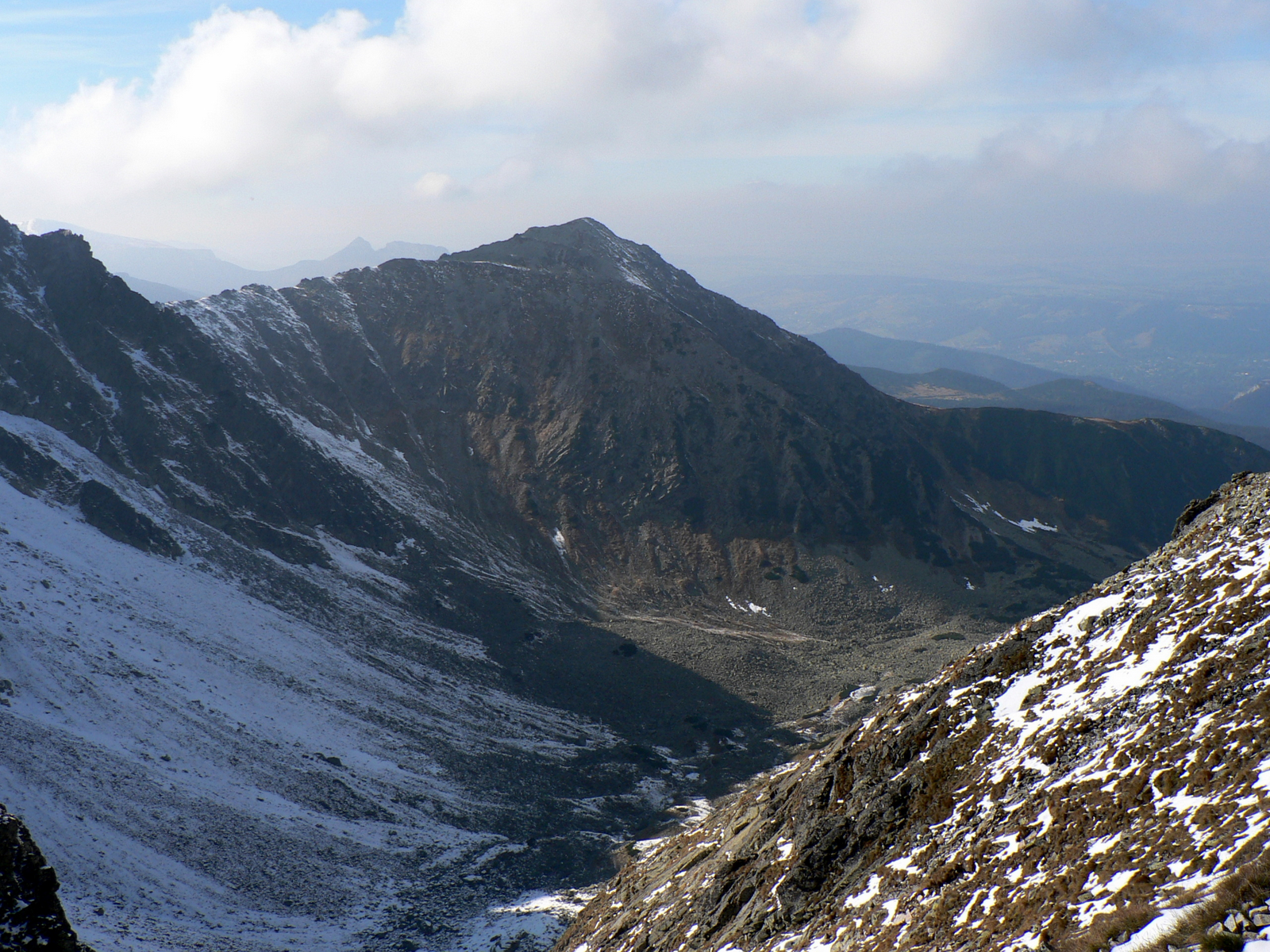
Dolina Pańszczyca i Żółta Turnia

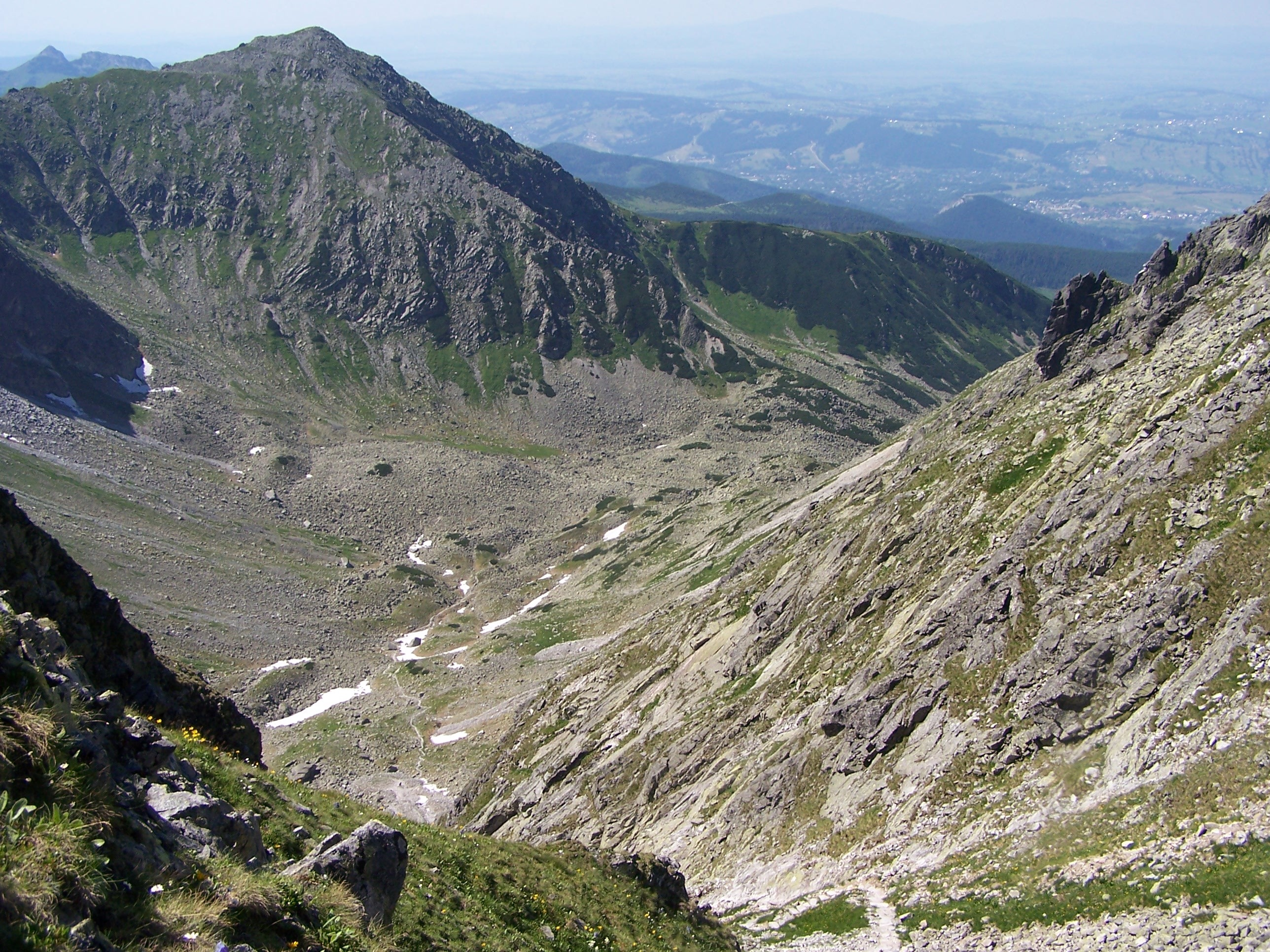
Tereny dawnej hali

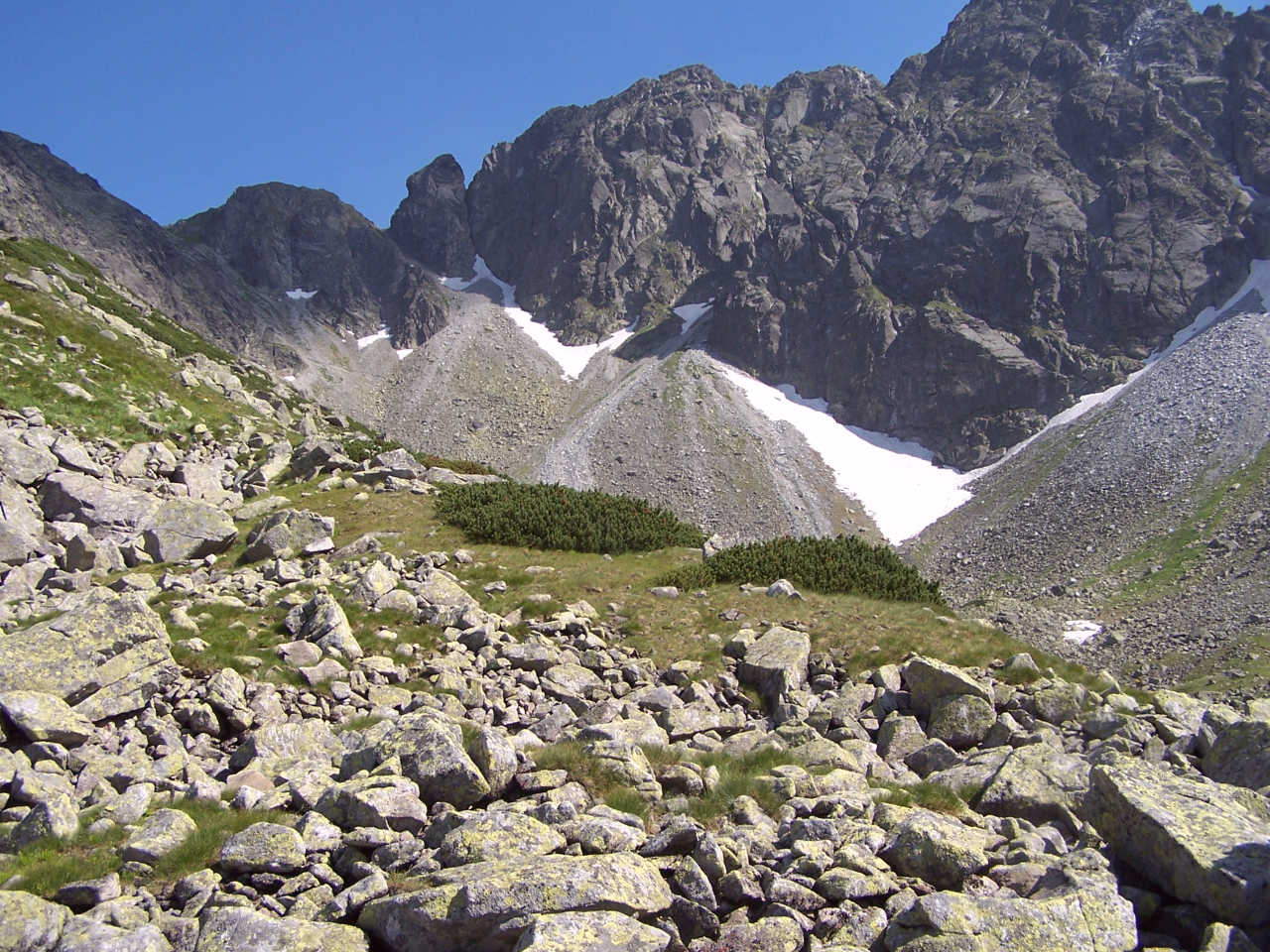
Zadnie Usypy – górna część dawnej hali

Hala Pańszcyca lub po  prostu Pańszczyca (w wymowie góralskiej Pańscýca) – dawna hala pasterska w Tatrach. Początkowo obejmowała całą dolinę Pańszczycę, część sąsiadujących z nią terenów i polany: Pańszczycę, Wawrzeczkową Cyrhlę oraz Wyżnią  i Niżnią Palenicę Pańszczykową. Później w wyniku rozdrobnienia własności i ich oddzielenia jej obszar zmniejszył się do samej doliny Pańszczycy, a w końcowym okresie swojego istnienia była gospodarczo powiązana z  Halą Waksmundzką. Nazwa hali pochodzi od dawnych jej właścicieli o nazwisku Pańszczyk (Pajszczyk) z Białego Dunajca, których potomkowie żyją na Chłabówce Dolnej (Zakopane), stąd też początkowo nazywana była Halą Pańszczykową.
Z gospodarczego, pasterskiego punktu widzenia hala przedstawiała znikomą wartość użytkową. Dno rozległej doliny Pańszczycy, położone pomiędzy zboczami Żółtej Turni i Koszystej, zawalone jest granitowymi głazami porośniętymi kosodrzewiną, górna część pod masywami Buczynowych Turni, Orlej Baszty i Granatów to niemal pozbawione szaty roślinnej stożki piargowe (tzw. Zadnie Usypy) i skaliste, dzikie  moreny i kotły polodowcowe.
W latach 1961–1964, gdy tereny hali zostały od górali wykupione bądź wywłaszczone, łączna jej powierzchnia wynosiła 474,78 ha, w tym nieużytki stanowiły 328,19 ha, kosodrzewina 120 ha, lasy 25,09 ha, pastwiska 1,50 ha. Dodatkowa powierzchnia serwitutów w lasach państwowych wynosiła 783,52 ha. Wypas w przeliczeniu na owce wynosił 47 sztuk. Obecnie tereny te stanowią własność Tatrzańskiego Parku Narodowego. Wypas całkowicie zniesiono, dawne tereny pasterskie zarastają lasem i kosodrzewiną. Są ostoją wielu dużych zwierząt; często żeruje tutaj niedźwiedź brunatny, w skalistych partiach żyją kozice i świstaki, a w lesie głuszce i cietrzewie. Stanisław Barabasz w 1932 r. pisał: „Bardzo wiele głuszców tokuje w Pańszczycy”. W górnej granicy lasu rosną limby. Lasy te to jeden z najlepiej zachowanych w polskich Tatrach drzewostanów dolno- i górnoreglowych.

## Szlaki turystyczne
– żółty od schroniska „Murowaniec” przez Las Gąsienicowy, skrajem zakończenia grani Żółtej Turni, Doliną Pańszczyca, przez Krzyżne i dalej południowymi zboczami Buczynowych Turni do rozdroża w Dolinie Pięciu Stawów Polskich.
- Czas przejścia od Murowańca na Krzyżne: 2:45 h, ↓ 2:05 h
- Czas przejścia z Krzyżnego nad Wielki Staw: 1:20 h,

 – zielony szlak z Wierchporońca przez Gęsią Szyję na Halę Gąsienicową.
- Czas przejścia z Wierchporońca na Rówień Waksmundzką: 2 h, z powrotem 1:35 h
- Czas przejścia z Równi Waksmundzkiej do „Murowańca”: 2:15 h, z powrotem tyle samo

 – szlak czarny poprowadzony wzdłuż Pańszczyckiego Potoku. Łączy on szlak żółty z zielonym. Czas przejścia: 30 min,
 – czerwony z Toporowej Cyrhli przez Psią Trawkę, Waksmundzką Polanę, Polanę pod Wołoszynem i Wodogrzmoty Mickiewicza do Morskiego Oka.
- Czas przejścia z Toporowej Cyrhli na Rówień Waksmundzką: 2:10 h, ↓ 1:45 h
- Czas przejścia z Równi Waksmundzkiej do Wodogrzmotów: 1:25 h, z powrotem 1:35 h